# De Tomaso 505
De Tomaso 505 – samochód Formuły 1 konstrukcji De Tomaso, zaprojektowany przez Gianpaolo Dallarę. Używany w sezonie 1970 przez zespół Frank Williams Racing Cars.

## Historia
Kierowca wyścigowy Alejandro de Tomaso pod koniec 1959 zaczął budować wyścigowe samochody jednomiejscowe i od tamtego czasu samochody De Tomaso uczestniczyły w wielu klasach wyścigowych, wliczając w to Formułę 1. Nie osiągały one jednak sukcesów i De Tomaso zdecydował się na budowę samochodów drogowych. Kiedy sukces odniósł model Mangusta, De Tomaso zdecydował się na ponowne konstruowanie samochodów jednomiejscowych. Zamiast samemu projektować modele, zadanie to zlecił Gianpaolo Dallarze, który wcześniej pracował dla Ferrari, Maserati i Lamborghini, gdzie pomagał w rozwoju Miury.
Pierwszym pojazd De Tomaso projektu Dallary dla De Tomaso był samochód Formuły 2 na sezon 1969. Kanciaste nadwozie opierało się na aluminiowym monokoku, a model był napędzany najnowszym silnikiem Cosworth FVA. Na początku sezonu, kiedy kierowcami tego samochodu byli Jonathan Williams i Jacky Ickx, ten samochód nie odnosił sukcesów. Jednakże na Grand Prix Rzymu na torze Vallelunga samochód został przekazany Frankowi Williamsowi, który wystawił go dla młodego Piersa Courage'a. Courage startował z pierwszego rzędu i ukończył pierwszy wyścig na trzecim miejscu. Przekonało to De Tomaso do wejścia do Formuły 1 w sezonie 1970.
Podobnie jak samochód Formuły 2, także model Formuły 1 o oznaczeniu 505 został zaprojektowany przez Dallarę. Jak wielu konkurentów, samochód charakteryzowały aluminiowy monokok, niezależne zawieszenie oraz silnik Cosworth DFV. Sprawiał on jednak wrażenie nieporęcznego i zbyt ciężkiego. Korzystał z niego zespół Frank Williams Racing Cars, którego kierowcą był Piers Courage.
Na Grand Prix RPA 1970 wiele zespołów – wśród nich Williams – przywiozło nowe samochody. De Tomaso 505 był w kwalifikacjach najwolniejszym spośród nowych samochodów, a Courage zdołał wyprzedzić tylko trzy starsze pojazdy. Brytyjczyk nie ukończył wyścigu wskutek wypadku. W trakcie następnej eliminacji na torze Jarama Courage rozbił samochód, dlatego też zbudowano dwa nowe egzemplarze. Były one lżejsze z powodu powszechniejszego użycia magnezu.
Dzięki tym poprawkom Courage zdołał zakwalifikować się na dziewiątym miejscu w Grand Prix Monako, jednakże w trakcie wyścigów Brytyjczyk doświadczył problemów z układem kierowniczym, przez co spędził dużo czasu w boksach i mimo dojechania do mety wyścigu nie został sklasyfikowany. Podczas Grand Prix Belgii Courage również pojechał dobrze w kwalifikacjach (12), ale nie ukończył wyścigu wskutek awarii. W trakcie wyścigu o Grand Prix Holandii, do którego Courage startował z dziewiątej pozycji, w samochodzie kierowcy uszkodzeniu uległa opona, wskutek czego miał on wypadek. W trakcie tego wypadku wyciekło paliwo, samochód się zapalił i Courage zginął w płomieniach.
Frank Williams kontynuował sezon z jedynym pozostałym egzemplarzem samochodu. Courage'a zastąpił Brian Redman, który nie potrafił jednak wystartować w wyścigach o Grand Prix Wielkiej Brytanii oraz Grand Prix Wielkiej Brytanii. W ostatnich czterech wyścigach sezonu samochód prowadził Tim Schenken, ale nie został sklasyfikowany w żadnym wyścigu. Po sezonie 1970 De Tomaso wycofał się z Formuły 1.

## Wyniki w Formule 1
| Legenda oznaczeń w tabelach wyników Wyświetl szablon na nowej stronie | Legenda oznaczeń w tabelach wyników Wyświetl szablon na nowej stronie                                                                     |
| Oznaczenie                                                            | Wyjaśnienie |
| --------------------------------------------------------------------- | --- |
| Złoty                                                                 | Zwycięzca lub mistrzostwo |
| Srebrny                                                               | 2. miejsce lub wicemistrzostwo |
| Brązowy                                                               | 3. miejsce lub II wicemistrzostwo |
| Zielony                                                               | Ukończył, punktował (w klasyfikacji generalnej, gdy zdobył co najmniej jeden punkt na przestrzeni sezonu, poza trzema powyższymi opcjami) |
| Niebieski                                                             | Ukończył, nie punktował (w klasyfikacji generalnej, gdy nie zdobył co najmniej jednego punktu na przestrzeni sezonu)                      |
| Czerwony                                                              | Nie zakwalifikował się (NZ) |
| Czerwony                                                              | Nie prekwalifikował się (NPK) |
| Różowy                                                                | Nie ukończył (NU) |
| Różowy                                                                | Niesklasyfikowany (NS) (w klasyfikacji generalnej, gdy nie został sklasyfikowany w żadnym wyścigu sezonu)                                 |
| Czarny                                                                | Zdyskwalifikowany (DK) |
| Czarny                                                                | Wykluczony (WYK/EX) |
| Biały                                                                 | Nie wystartował (NW) |
| Biały                                                                 | Kontuzjowany (K/INJ) |
| Biały                                                                 | Wyścig odwołany (OD/C) |
| Bez koloru                                                            | Został wycofany (WYC/WD) |
| Bez koloru                                                            | Nie przybył (NP/DNA) |
| Bez koloru                                                            | Nie brał udziału w treningach (NT/DNP) |
| Bez koloru                                                            | Nie został zgłoszony (–) |
| Pogrubienie                                                           | Start z pole position |
| Kursywa                                                               | Najszybsze okrążenie wyścigu |
| †                                                                     | Nie ukończył, ale jego rezultat został zaliczony ze względu na przejechanie więcej niż 90% dystansu wyścigu.                              |
| *                                                                     | Sezon w trakcie |
| 1/2/3                                                                 | Punktowana pozycja w sprincie kwalifikacyjnym                                                                                             |
| Lista systemów punktacji Formuły 1                                    | |

| Sezon | Zespół                     | Silnik | Kierowcy      | Wyniki w poszczególnych eliminacjach | Wyniki w poszczególnych eliminacjach | Wyniki w poszczególnych eliminacjach | Wyniki w poszczególnych eliminacjach | Wyniki w poszczególnych eliminacjach | Wyniki w poszczególnych eliminacjach | Wyniki w poszczególnych eliminacjach | Wyniki w poszczególnych eliminacjach | Wyniki w poszczególnych eliminacjach | Wyniki w poszczególnych eliminacjach | Wyniki w poszczególnych eliminacjach | Wyniki w poszczególnych eliminacjach | Wyniki w poszczególnych eliminacjach | Wyniki kierowców | Wyniki kierowców | Wyniki konstruktora | Wyniki konstruktora |
| 1970  |                            |        |               |                                      |                                      | Monako                               | Belgia                               | Holandia                             | Francja                              | Wielka Brytania                      | Niemcy                               | Austria                              | Włochy                               | Kanada                               | Stany Zjednoczone                    | Meksyk                               | Pkt.             | Msc.             | Pkt.                | Msc.                |
| ----- | -------------------------- | ------ | ------------- | ------------------------------------ | ------------------------------------ | ------------------------------------ | ------------------------------------ | ------------------------------------ | ------------------------------------ | ------------------------------------ | ------------------------------------ | ------------------------------------ | ------------------------------------ | ------------------------------------ | ------------------------------------ | ------------------------------------ | ---------------- | ---------------- | ------------------- | ------------------- |
| 1970  | Frank Williams Racing Cars | Ford   | Piers Courage | NU                                   | NW                                   | NS                                   | NU                                   | NU                                   | -                                    | -                                    | -                                    | -                                    | -                                    | -                                    | -                                    | -                                    | 0                | NS               | 0                   | NS                  |
| 1970  | Frank Williams Racing Cars | Ford   | Brian Redman  | -                                    | -                                    | -                                    | -                                    | -                                    | -                                    | NW                                   | NZ                                   | -                                    | -                                    | -                                    | -                                    | -                                    | 0                | NS               | 0                   | NS                  |
| 1970  | Frank Williams Racing Cars | Ford   | Tim Schenken  | -                                    | -                                    | -                                    | -                                    | -                                    | -                                    | -                                    | -                                    | NU                                   | NU                                   | NS                                   | NU                                   | -                                    | 0                | NS               | 0                   | NS                  |